# 神居古潭

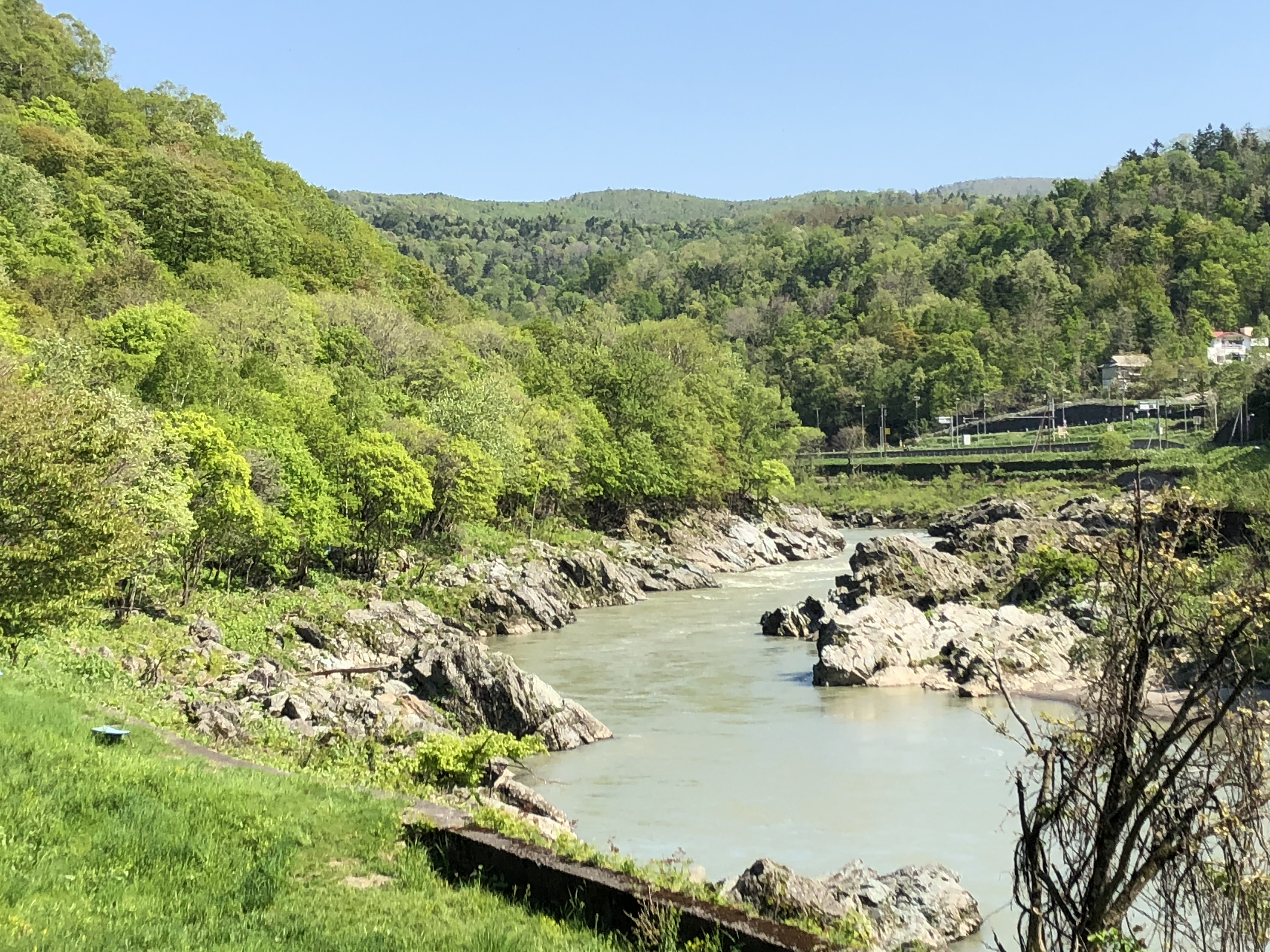
神居古潭を流れる石狩川

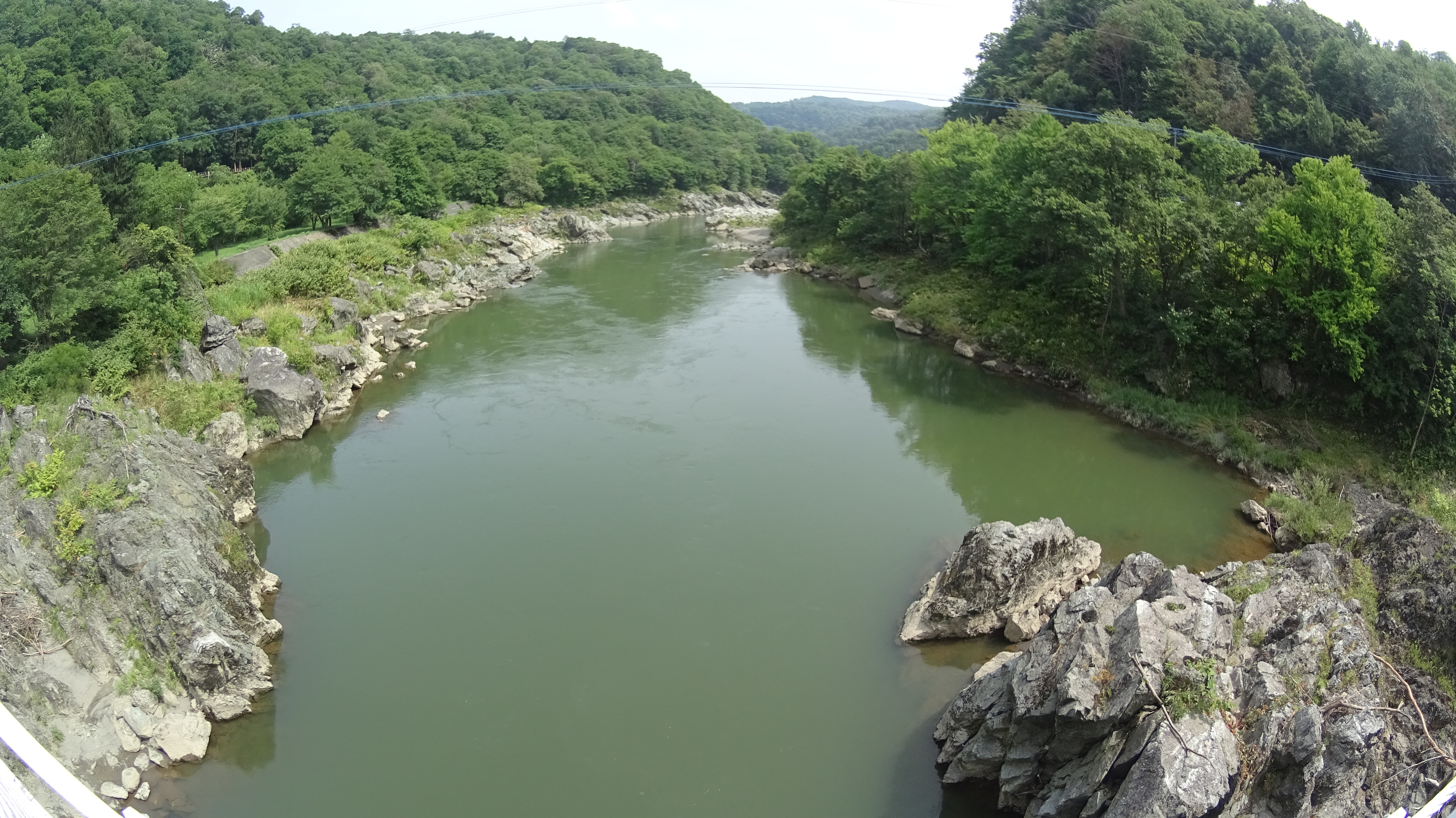
同上

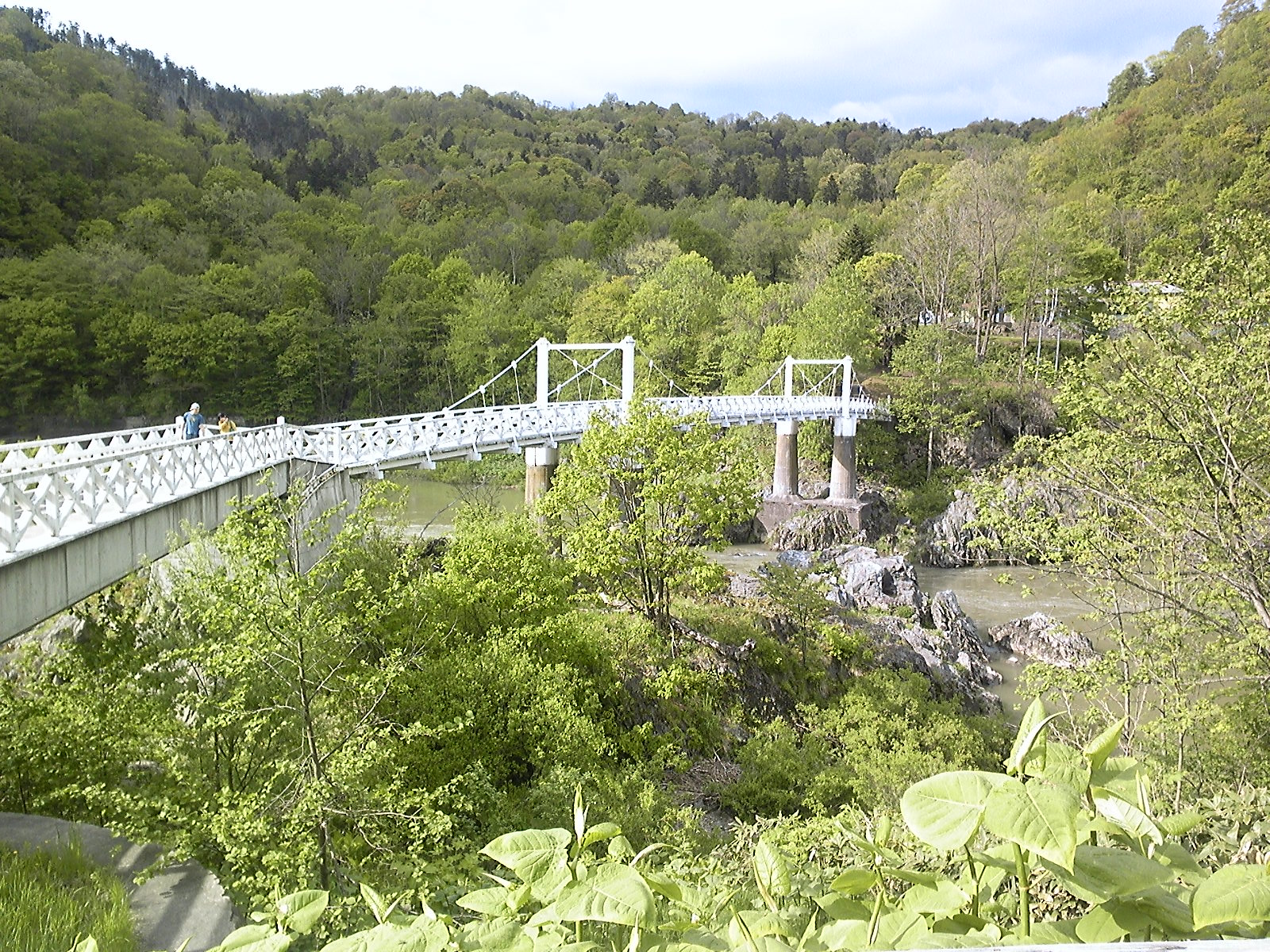
神居古潭に架かる神居大橋

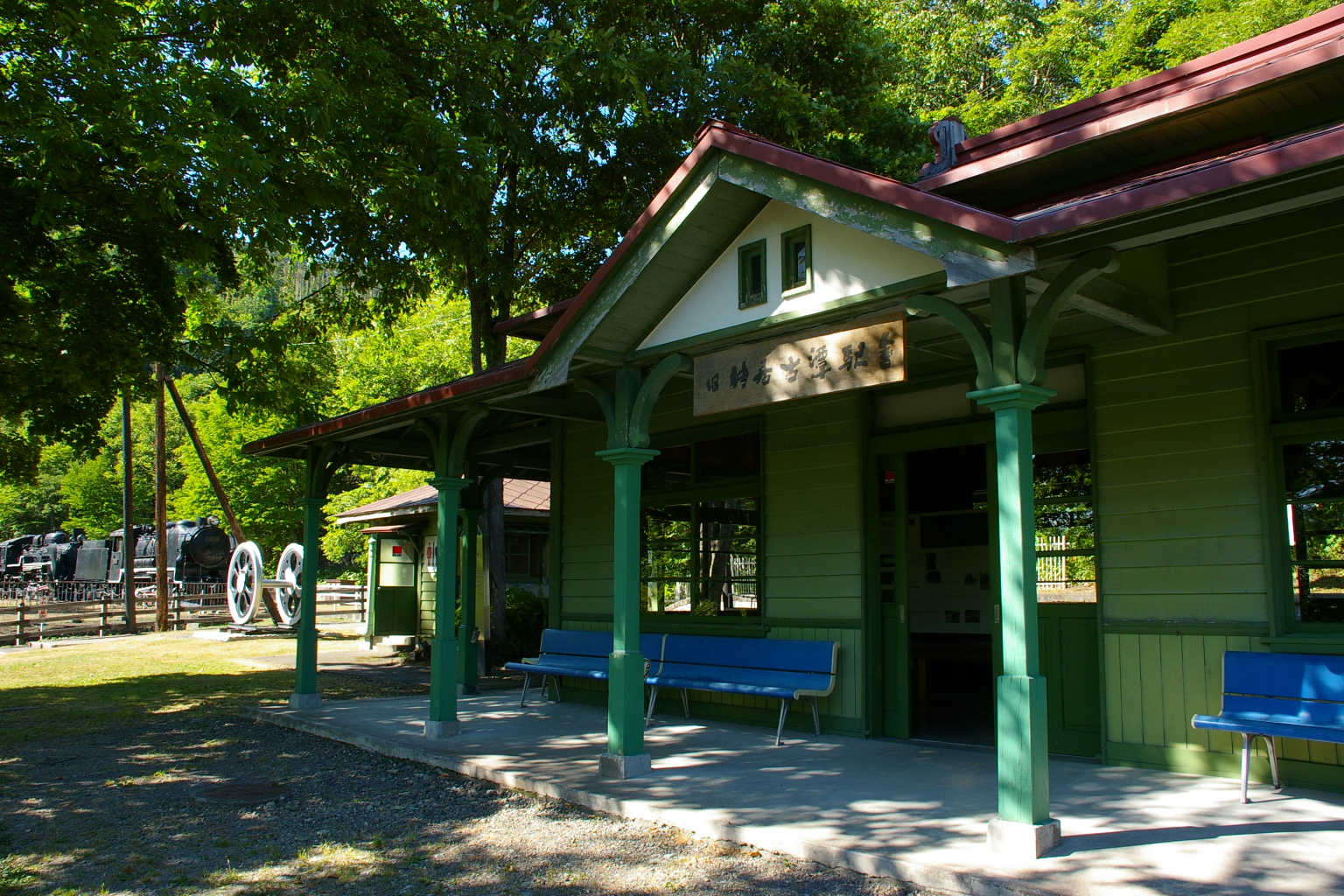
旧神居古潭駅舎

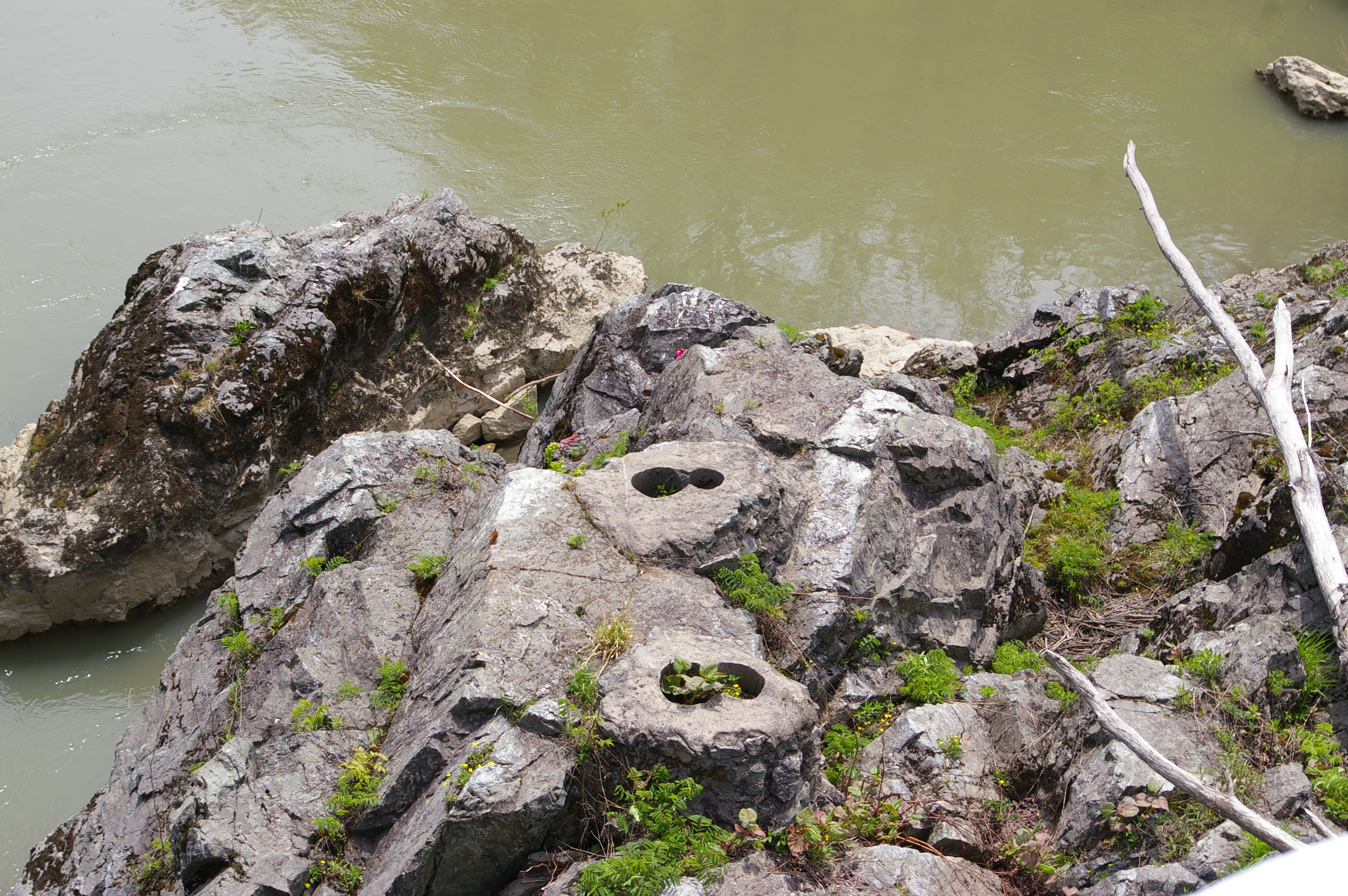
神居古潭おう穴群

神居古潭（かむいこたん）は北海道旭川市にある地区の名称であり、また同地区を流れる石狩川の急流を望む景勝地の名称。地名はアイヌ語のカムイコタン（神の住む場所）の音意訳である。正式な町丁名は神居町神居古潭（かむいちょうかむいこたん）で、郵便番号は078-0185。
石狩川両岸が美しい景勝地であるとともに、稀な景観でもあることから、旭川八景の一つに選定されている。

## 概要
石狩川が上川盆地を抜け、石狩平野へと流れていく途中の渓谷にあり、川の流れは細くかつ急になっている。川の最深部は水深70mにも達すると言われている。水上交通に依存していたアイヌにとっては最大の難所であり、しばしば犠牲者が出たこと、あるいは無事な通過を神に祈ることから、カムイコタンという地名になったとする説がある。
地区内には北海道指定史跡の「神居古潭竪穴住居遺跡」やストーンサークルなど、縄文時代にさかのぼる遺跡群が点在し、古くから集落が存在していたことが示されている。
1898年（明治31年）、石狩川の北岸に沿って函館本線が開通し、1901年（明治34年）に神居古潭駅（当初は簡易停車場）が設置されたのに伴い、対岸の集落との間に当所初めての橋となる「巻橋」が架けられた。その後、資材運搬に適した神竜橋が1925年（大正14年）に架橋され、1938年（昭和13年）に架け替えとともに神居大橋と改称されて現在に至る。
1969年（昭和44年）、函館本線の線形改良（神居トンネル経由の新線への切替）によって神居古潭駅が廃止された。現在は旧線跡がサイクリングロードとなり、駅舎も復元されて休憩所として利用されている。旧線のトンネル群は2015年に土木学会選奨土木遺産に選ばれる。旧駅舎は旭川市指定の有形文化財（建造物）でもある。
旧国道12号が石狩川の南岸に沿って通っていたが、1983年（昭和58年）に神居古潭トンネルを通る新ルートに切り替えられた(但し、歩行者と自転車は現在も旧道を使用する)。
紅葉の名所でもあり、毎年秋分の日には「こたんまつり」が開催される。
なお、2008年（平成20年）1月19日に最低気温-47.2℃を記録したが、のちに機器の故障による誤表示であることが確認された。

### 地質
当地は地学（地質学）の分野でも注目されている。
川岸には小石が川床を侵食して形成された「神居古潭おう穴群」があり、旭川市指定天然記念物となっている。
北海道を南北に分断する特徴的な構造帯は当地を縦断し、神居古潭構造帯（変成岩帯）の名で知られる。2007年には、「神居古潭渓谷の変成岩」が日本の地質百選に選定された。

## カムイコタンの伝承
上記のように石狩川が急峻な流れを持つことから、以下のような伝承（ユーカラ）が生まれたといわれ、現代に伝えられている。
かつてこの地にはニッネカムイ（またはニチエネカムイ）が住んでいた。ニッネ（悪い）＋カムイで、悪神・魔神と訳される。ニッネカムイはこの地に大きな岩を投げ込み、往来するアイヌを溺れさせようとした。ヌプリカムイ（山の神）が見とがめて岩をどかすが、ニッネカムイは怒ってヌプリカムイと争った。英雄サマイクルがヌプリカムイに加勢したため、ニッネカムイは逃げようとしたところ川岸の泥に足を深く沈めてしまい、動きが止まったところでサマイクルに切り殺された。
川岸に残るおう穴群は、そのときにニッネカムイが足を取られた跡であるという。また周辺には「ニッネカムイの首」や「サマイクルの砦」とされる奇岩が見られる。

## アクセス
- バス
  - 道北バス・沿岸バス（留萌旭川線）、空知中央バス（深旭線）で神居古潭バス停下車。
- 自動車
  - 国道12号神居古潭トンネル手前より進入。深川方面から旭川方面への一方通行の為、帰りは夢殿観音（旭川方面）側より本線に戻る。
- サイクリングロードが整備されており、旭川方面からは自転車でのアプローチも容易。廃線利用区間は過去何度か落石により通行止となり、国道12号本線及び春志内地区旧道が代替ルートとされている。